# Il–12
Az Il–12 (NATO-kódja: Coach) a Szovjetunióban a második világháborút követően gyártott és rendszeresített kétmotoros, kis hatótávolságú szállító és utasszállító repülőgép. A gép szolgált alapul a későbbi Il–14 kifejlesztéséhez.

## Története
A repülőgépet a Szovjetunióban üzemeltetett Li–2 és DC–3 repülőgépek leváltására fejlesztették ki az Iljusin tervezőirodában, Szergej Iljusin vezetésével. A tervezési munkálatok már 1944-ben elkezdődtek. A gép konstrukciós kialakítása a Li–2-esen alapul, de attól eltérően a futóműve orrfutós elrendezésű. Az első repülését 1945. augusztus 15-én hajtotta végre Vlagyimir Kokkinaki és Konsztantyin Kokkinaki berepülőpilótákkal a fedélzetén. Az első prototípusba 1397 kW (1900 LE) teljesítményű, Alekszej Csaromszkij tervezte ACS–31 típusú dízelmotorokat építettek. Azonban ezek nem feleltek meg a követelményeknek, ezért 14 hengeres, kétkoszorús, 1360 kW (1850 LE) teljesítményű Svecov AS–82FN típusú csillagmotorokra cserélték. A módosított prototípuson kisebb szerkezeti változtatásokat is végrehajtottak, így a korábbi, kis mértékben tört sirályszárnyat 2 fokos V-beállítású szárnyakra cserélték.
A módosított prototípus 1946. január 9-én hajtotta végre az első felszállását, szintén a Kokkinaki testvérpárral a fedélzetén. A sorozatgyártása 1947-ben kezdődött, és még abban az évben, augusztus 22-én utasfogalomba is állította az Aeroflot. Külföldön először 1948-ban, a Poznańi Ipari Vásáron mutatták be. Az Aeroflot a belföldi vonalak mellett a nemzetközi járatain is üzemeltette.
A katonai változata 37 fő ejtőernyős vagy 5750 kg teher szállítására volt alkalmas. Fegyverzetet is kapott, a törzs tetején, az elülső harmadban elhelyezett toronyba önvédelemre szolgáló SKASZ vagy UAT típusú géppuskát építettek be.
A repülőgép összes változatából a sorozatgyártás 1954-es befejezéséig 663 db készült. A repülőgép nem volt sikeres konstrukció. Az üzemeltetés során előfordult gyakori balesetek miatt csak korlátozásokkal repülhetett: az utaslétszámot előbb 27, majd 21 főre kellett levinni, a teherszállító változatoknál pedig ugyancsak csökkenteni kellett a legnagyobb hasznos terhelést. A gépet a sokkal sikeresebb konstrukciónak számító Il–14 váltotta fel. 1956-tól mintegy 50 db Il–12-est építettek át Il–14-essé.

## Szerkezeti kialakítása és műszaki jellemzői
A repülőgép alsószárnyas, teljesen fémépítésű, félhéjszerkezetű konstrukció. A sárkányszerkezet D–16T jelű duralumíniumból készült. A fékszárnyak, a csűrők, a magassági és oldalkormány vászonborítású. A szárny belépőélén meleglevegős jégtelenítést alkalmaztak, amihez a kipufogógázok hőjét hasznosították. A vezérsíkok elektromos fűtésűek, míg a 4,1 m átmérőjű, négytollú AV–9 típusú légcsavarok, valamint a pilótafülke ablakai alkoholos jégtelenítésűek.
A repülőgép súlypontja nagyon közel helyezkedik el a főfutókhoz, így leszállás után, parkolási helyzetben a törzs hátsó része alá egy faroktámaszt kellett helyezni, hogy megakadályozzák a gép leülését a tömegközéppont-vándorlás miatt, amit a fedélzeten mozgó utasok okoznak. Később a törzsből kiengedhető teleszkópos faroktámaszt alkalmaztak.

## Alkalmazása
A típus legfőbb üzemeltetője az Aeroflot volt, amely belföldi és nemzetközi járatain egyaránt alkalmazta. A nemzetközi forgalomból hamar kiszorult, de a Szovjetunió belföldi vonalain és a sarkvidéki légiflottában 1965-ig üzemelt.
Polgári célra a Szovjetunión kívül Bulgária, Csehszlovákia, Lengyelország, Románia és Kína is alkalmazta. Csehszlovákia és Románia 1949-ben, Lengyelország 1950-ben állította forgalomba. Katonai szállító repülőgépként csak a Szovjetunióban és Kínában volt rendszeresítve.

## Típusváltozatok
- Il–12 – az ACS–31 típusú dízelmotorokkal felszerelt első prototípus.
- Il–12A – módosított prototípus AS–82 csillagmotorokkal.
- Il–12–32 – sorozatgyártású utasszállító változat, 32 fős utaskabinnal. A szovjet belföldi járatokon üzemelt.
- Il–12–16 – alvóhelyekkel felszerelt, 16 utas szállítására alkalmas változat.
- Il–12–11 – növelt hatótávolságú VIP-változat, melyből legfeljebb 10 db készült. A hatótávolsága elérte a 4000 km-t.
- Il–12–6 – többrészes utaskabinnal ellátott, különleges változat az állami felső vezetés részére. Néhány példány készült, az egyik Lavrentyij Berija személyes használatára szolgált.
- Il–12B – 1948-tól gyártott, javított utasszállító változat. Ezt a változatot exportálták.
- Il–12T – 1947–1949 között gyártott teherszállító változat. A törzs bal oldalán egy nagyméretű teherajtót alakítottak ki. A szovjet belföldi vonalakon, a légierőnél és a sarkvidéki légiflottánál üzemelt.
- Il–12D – az Il–12T-n alapuló, önvédelmi fegyverzettel ellátott katonai szállító (deszant-) változat. 1948–1949 között gyártották. A törzs hátulsó részén, a bal oldalon, a vízszintes vezérsík előtt nagyméretű deszantajtót alakítottak ki.

## Műszaki adatai (Il–12B)

### Méretek és tömegadatok
- Fesztáv: 31,70 m
- Hossz: 21,30 m
- Szárnyfelület: 103 m²
- Magasság: 8,10 m
- Üres tömeg: 11 500 kg
- Legnagyobb felszállótömeg: 17 150 kg
- Hasznos teher: 4–5 fős személyzet és legfeljebb 32 utas vagy 5750 kg teher

### Motorok
- Típus: Svecov AS–82FN kétkoszorús, 14 hengeres csillagmotor
- Számuk: 2 db
- Legnagyobb teljesítmény: 1960 kW (1850 LE)

### Repülési adatok
- Gazdaságos utazósebesség: 300 km/h
- Legnagyobb sebesség: 407 km/h (2000 m-en)
- Leszállósebesség: 128 km/h
- Emelkedőképesség: 7,5 m/s
- Utazómagasság: 6500 m
- Hatótávolság: 1500–3230 km
- Hatótávolság a legnagyobb terheléssel: 1000 km alatt
- Felszállási úthossz: 563 m
- Kigurulási úthossz: 475 m

## Külső hivatkozások
- Az Iljusin Repülőgépgyártó Vállalat honlapja